# Elymus alpinus
Elymus alpinus är en gräsart som beskrevs av Lian Bing Cai. Elymus alpinus ingår i släktet elmar, och familjen gräs. Inga underarter finns listade i Catalogue of Life.